# مطار كوتا كينابالو الدولي
مطار كوتا كينابالو الدولي (إياتا: BKI، إيكاو: WBKK) هو مطار مدني في كوتا كينابالو المدينة العاصمة لصباح في ماليزيا. يقع على بعد 8 كم جنوب غرب مركز العاصمة. هو ثاني أكبر مطار في ماليزيا بعد مطار كوالا لمبور الدولي. وهو المدخل الرئيسي للدولة في صباح وإلى بورنيو. هو ثاني أكثر المطارات ازدحامًا في ماليزيا بعد مطار كوالالمبور الدولي من حيث حركة الركاب وحركة الطائرات وثالث أكثر المطارات ازدحامًا من حيث مناولة البضائع.

## شركات الطيران والوجهات

### الركاب
| شركـات طيـران            | الوجهات |
| ------------------------ | --- |
| طيران آسيا               | مطار بكين داشينغ الدولي (تبدأ في 1 يوليو 2023)، Bintulu، مطار قوانغتشو باييون الدولي، مطار هونغ كونغ الدولي، Johor Bahru، Kota Bharu، مطار كوالالمبور الدولي، Kuching، مطار ماكاو الدولي (تستأنف 17 يوليو 2023)، Miri، Sandakan، مطار شينزين باوان الدولي، Sibu، مطار شانغي سنغافورة، مطار تايوان تاويوان الدولي، Tawau، مطار ووهان الدولي |
| طيران آسيا (إكس)         | مطار كوالالمبور الدولي |
| Air Busan                | Busan |
| باتيك إير ماليزيا        | مطار كوالالمبور الدولي |
| سيبو باسيفيك             | مطار نينوي أكوينو الدولي |
| خطوط جنوب الصين الجوية   | مطار قوانغتشو باييون الدولي |
| Firefly                  | مطار بينانغ الدولي، Kuching، Sandakan، Tawau |
| Jeju Air                 | مطار إنتشون الدولي |
| Jin Air                  | مطار إنتشون الدولي موسمي: Busan |
| الخطوط الجوية الماليزية  | مطار كوالالمبور الدولي، مطار تايوان تاويوان الدولي، مطار ناريتا الدولي |
| MASwings                 | Kudat، Labuan، Lahad Datu، Lawas، Limbang، Mulu |
| MYAirline                | مطار كوالالمبور الدولي، Tawau |
| طيران آسيا (الفلبين)     | مطار نينوي أكوينو الدولي |
| خطوط رويال بروناي الجوية | مطار بروناي الدولي |
| سكوت للطيران             | مطار شانغي سنغافورة |
| خطوط شانغهاي الجوية      | مطار شانغهاي بودنغ الدولي (تستأنف 2 يوليو 2023) |
| T'way Air                | مطار إنتشون الدولي (تبدأ في 20 يونيو 2023) |

### الشحن
| شركـات طيـران          | الوجهات |
| ---------------------- | --- |
| MASkargo               | مطار بروناي الدولي، مطار هونغ كونغ الدولي، مطار كوالالمبور الدولي، Labuan موسمي: مطار شانغهاي بودنغ الدولي، مطار تان سون نهات الدولي |
| طيران راية             | مطار كوالالمبور الدولي، Kuala Lumpur–Subang موسمي: مطار هونغ كونغ الدولي، Tawau                                                      |
| World Cargo Airlines   | مطار كوالالمبور الدولي، مطار ماكاو الدولي، Miri                                                                                      |
| My Jet Xpress Airlines | مطار كوالالمبور الدولي |
| Kargo Xpress           | مطار نوي باي الدولي، مطار هونغ كونغ الدولي، مطار كوالالمبور الدولي                                                                   |

## حركة المرور
شاهد source Wikidata query and sources.